# Newport (Nuevo Hampshire)
Newport es un pueblo ubicado en el condado de Sullivan en el estado estadounidense de Nuevo Hampshire. En el Censo de 2010 tenía una población de 6.507 habitantes y una densidad poblacional de 57,56 personas por km².

## Geografía
Newport se encuentra ubicado en las coordenadas 43°22′14″N 72°11′51″O / 43.37056, -72.19750. Según la Oficina del Censo de los Estados Unidos, Newport tiene una superficie total de 113.04 km², de la cual 112.83 km² corresponden a tierra firme y (0.18%) 0.21 km² es agua.

## Demografía
Según el censo de 2010, había 6.507 personas residiendo en Newport. La densidad de población era de 57,56 hab./km². De los 6.507 habitantes, Newport estaba compuesto por el 97.19% blancos, el 0.28% eran afroamericanos, el 0.23% eran amerindios, el 0.4% eran asiáticos, el 0% eran isleños del Pacífico, el 0.28% eran de otras razas y el 1.63% pertenecían a dos o más razas. Del total de la población el 1.09% eran hispanos o latinos de cualquier raza.